# Яковлева, Зоя Титовна
Зоя Титовна Яковлева (сценический псевдоним — Павловна) (7 (по другим документам 17) марта 1898, Чебоксары, Казанская губерния — 10 апреля 1944, Дубки, Крымская АССР, РСФСР, СССР) — советская театральная актриса. Участница крымского подполья во время Великой Отечественной войны 1941—1944 годах.

## Биография
Окончила театральную студию в городе Казань (1924). С ноября 1918 года актриса театрального коллектива под руководством Н. А. Гинцеля при Чебоксарском народном доме и в русской труппе ЧГАДТ в 1918—22. В 1925—38 играла в Брянском и Бежецком городских, Вологодском и Ленинградском областных театров. В 1938—41 выступала на сцене Крымского областного драматического театра имени А. М. Горького (Симферополь).
С 1942 по 1944 годы — во время оккупации Крыма немецкими войсками — актриса подконтрольного немецким властям Симферопольского русского театра драмы и комедии. Подпольная группа «Сокол», куда входила Зоя Яковлева, организовала 45 крупных диверсий и передала сотни разведывательных донесений. Помимо разведывательной деятельности Зоя Яковлева шила, перешивала и вязала вещи для крымских партизан. Собирала информацию от своего супруга — артиста Дмитрия Добросмыслова, знавшего немецкий язык.
Сыграла более 100 ролей, а также во многих миниатюрах. Среди ролей: Наташа («На дне» А. М. Горького), Акулька («Старые годы» И. В. Спажинского), Улита («Лес» А. Н. Островского) и др.
В период оккупации Крыма стала участницей крымского подполья (группа «Сокол»; 1943—1944): собирала разведывательные данные, распространяла листовки среди населения и выполняла подпольную работу. Арестована гестапо; казнена. Похоронена в братской могиле в Дубках под городом Симферополь.

## Семья
- Муж: Дмитрий Константинович Добросмыслов (1901-1944) — театральный актёр, участник подпольной группы «Сокол». Заслуженный деятель искусств РСФСР[4].

## Память
Подвигу группы «Сокол» посвящены спектакли «Актёры» по пьесе А. А. Васильева и Л. Д. Эльстона (Камерный театр, Москва, 1949) и «Они были актёрами» (Крымский драматический театр, Симферополь), художественный фильм «Они были актёрами» («Мосфильм», 1982), пьеса «Актриса» М. П. Удалова (Русский драматический театр, Чувашия).
Роль Зои Яковлевой в пьесе и на экране исполнила Заслуженная артистка УССР Елизавета Сергеева.
В память о подпольщиках на здании установлена мемориальная доска.
12 мая 2010 года по телевизионному каналу «Россия 1» был показан документальный фильм режиссёра Александра Беланова «После премьеры — расстрел. История одного предательства».
Именем Яковлевой названа улица в Симферополе. улица в Чебоксарах.